# Copa da Argentina de Futebol de 2023
A Copa da Argentina de Futebol de 2023, oficialmente conhecida como Copa Argentina AXION energy, é a décima terceira edição dessa competição argentina de futebol organizada pela Associação do Futebol Argentino (AFA). O campeão do torneio, além do título, garante uma vaga na Taça Libertadores da América de 2024.
A competição irá começar em 2023. O Patronato é o atual campeão do torneio.
O campeão garante vaga direto a fase de grupos da CONMEBOL libertadores 2024

## Regulamento
A Copa da Argentina de 2023 conta com o mesmo formato da temporada anterior. Quanto ao sistema de disputa, jogos no "mata-mata" em seis fases, todas elas serão em jogos únicos; o campeão se classificará para a Taça Libertadores da América de 2024.

## Participantes
Sessenta e quatro equipes participarão da competição que envolverá clubes de várias divisões do sistema de ligas de futebol da Argentina.
Nota: Os times em negrito seguem vivo no torneio.
| - Aldosivi           |
| - Argentinos Juniors |
| - Arsenal de Sarandí |
| - Atlético Tucumán   |
| - Banfield           |
| - Barracas Central   |
| - Boca Juniors       |

| - Central Córdoba    |
| - Colón              |
| - Defensa y Justicia |
| - Estudiantes        |
| - Gimnasia y Esgrima |
| - Godoy Cruz         |
| - Huracán            |

| - Independiente     |
| - Lanús             |
| - Newell's Old Boys |
| - Patronato         |
| - Platense          |
| - Racing            |
| - River Plate       |

| - Rosário Central   |
| - San Lorenzo       |
| - Sarmiento         |
| - Talleres          |
| - Tigre             |
| - Unión de Santa Fe |
| - Vélez Sarsfield   |

| - Aldosivi           |
| - Argentinos Juniors |
| - Arsenal de Sarandí |
| - Atlético Tucumán   |
| - Banfield           |
| - Barracas Central   |
| - Boca Juniors       |

| - Central Córdoba    |
| - Colón              |
| - Defensa y Justicia |
| - Estudiantes        |
| - Gimnasia y Esgrima |
| - Godoy Cruz         |
| - Huracán            |

| - Independiente     |
| - Lanús             |
| - Newell's Old Boys |
| - Patronato         |
| - Platense          |
| - Racing            |
| - River Plate       |

| - Rosário Central   |
| - San Lorenzo       |
| - Sarmiento         |
| - Talleres          |
| - Tigre             |
| - Unión de Santa Fe |
| - Vélez Sarsfield   |

| - All Boys          |
| - Almagro           |
| - Belgrano          |
| - Chacarita Juniors |

| - Chaco For Ever         |
| - Defensores de Belgrano |
| - Deportivo Morón        |
| - Deportivo Riestra      |

| - Estudiantes (BA)          |
| - Estudiantes de Río Cuarto |
| - Gimnasia y Esgrima (M)    |
| - Independiente Rivadavia   |

| - Instituto      |
| - San Martín     |
| - San Martín (T) |

| - All Boys          |
| - Almagro           |
| - Belgrano          |
| - Chacarita Juniors |

| - Chaco For Ever         |
| - Defensores de Belgrano |
| - Deportivo Morón        |
| - Deportivo Riestra      |

| - Estudiantes (BA)          |
| - Estudiantes de Río Cuarto |
| - Gimnasia y Esgrima (M)    |
| - Independiente Rivadavia   |

| - Instituto      |
| - San Martín     |
| - San Martín (T) |

| - Colegiales |
| - Ituzaingó  |

| - Comunicaciones |

| - Defensores Unidos |

| - Deportivo Armenio |

| - Colegiales |
| - Ituzaingó  |

| - Comunicaciones |

| - Defensores Unidos |

| - Deportivo Armenio |

| - Central Norte       |
| - Ciudad de Bolívar   |
| - Gimnasia y Tiro (S) |

| - Independiente (C) |
| - Olimpo            |
| - Racing (C)        |

| - San Martín (F) |
| - Sarmiento (R)  |
| - Sol de Mayo    |

| - Villa Mitre |

| - Central Norte       |
| - Ciudad de Bolívar   |
| - Gimnasia y Tiro (S) |

| - Independiente (C) |
| - Olimpo            |
| - Racing (C)        |

| - San Martín (F) |
| - Sarmiento (R)  |
| - Sol de Mayo    |

| - Villa Mitre |

| - Argentino de Merlo |

| - Claypole |

| - Deportivo Español |

| - Excursionistas |

| - Argentino de Merlo |

| - Claypole |

| - Deportivo Español |

| - Excursionistas |

| - Centro Español |

| - Yupanqui |

| - Centro Español |

| - Yupanqui |

## Resultados

### Primeira fase
| 24 de janeiro Chave 15 | Patronato                   | 2 — 0     | Gimnasia y Tiro | Santa Fé                                                            |  |
| 19:40                  | C. González 65' · Russo 83' | Relatório |                 | Estádio: Brigadier General Estanislao López Árbitro: Nazareno Arasa |  |

| 1 de fevereiro Chave 27 | Defensa y Justicia              | 3 — 2     | Ituzaingó            | La Plata                                                |  |
| 19:00                   | Fernández 8', 61' · Barbona 10' | Relatório | Soria 52' · Sosa 72' | Estádio: Juan Carmelo Zerillo Árbitro: Luis Lobo Medina |  |

| 1 de fevereiro Chave 12 | Huracán                                                  | 4 — 1     | Yupanqui     | Caseros                                            |  |
| 21:30                   | Garro 25' · Cordero 39' · Cóccaro 70' (pen.) · Hezze 84' | Relatório | Paulides 41' | Estádio: Ciudad de Caseros Árbitro: Lucas Comesaña |  |

| 8 de fevereiro Chave 4 | Estudiantes (LP)                             | 3 — 0     | Independiente (Ch) | Quilmes                                                       |  |
| 18:45                  | Méndez 37' · Guasone 41' · Mauro Boselli 89' | Relatório |                    | Estádio: Centenario Ciudad de Quilmes Árbitro: Nazareno Arasa |  |

| 8 de fevereiro Chave 6                       | Tigre       | 1 — 1 (4 — 5 pen.)                        | Centro Español | Morón                                                     |  |
| 21:15                                        | Badaloni 1' | Relatório                                 | Senn 55'       | Estádio: Nuevo Francisco Urbano Árbitro: Sebastián Zunino |  |
|                                              |             | Penalidades                               |                |                                                           |  |
| Retegui Colidio Flores Castro Zabala Montoya |             | Ramasco Gayoso Ponce Ruiz Benítez Pellico |                |                                                           |  |

| 22 de fevereiro Chave 9                                             | Gimnasia y Esgrima (LP) | 1 — 1 (5 — 6 pen.)                                             | Excursionistas | Florencio Varela                                               |  |
| 17:00                                                               | Lescano 53'             | Relatório                                                      | Barrios 75'    | Estádio: Norberto "Tito" Tomaghello Árbitro: Fernando Espinoza |  |
|                                                                     |                         | Penalidades                                                    |                |                                                                |  |
| Enrique Contín Ramírez Lescano Morales Napolitano Melluso Domínguez |                         | Billordo Barrios F. González Puleio Mateo Ferraro Piedra Bembo |                |                                                                |  |

| 22 de fevereiro Chave 10 | Newell's Old Boys | 0 — 1     | Claypole   | San Nicolás de los Arroyos                            |  |
| 19:20                    |                   | Relatório | Llodrá 48' | Estádio: Único de San Nicolás Árbitro: Rodrigo Rivero |  |

| 22 de fevereiro Chave 5 | Racing                                  | 3 — 1     | San Martín (F) | Resistência                                              |  |
| 21:40                   | Opazo 42' · G. Rojas 85' · Guerrero 89' | Relatório | Chiquichano 1' | Estádio: Centenario Árbitro: Maximiliano Nicolás Ramírez |  |

| 8 de março Chave 19                           | Sarmiento (J) | 0 — 0 (5 — 6 pen.)                         | Chaco For Ever | Santa Fé                                                           |  |
| 17:10                                         |               | Relatório                                  |                | Estádio: Brigadier General Estanislao López Árbitro: Pablo Giménez |  |
|                                               |               | Penalidades                                |                |                                                                    |  |
| López Donatti Toledo Quiroga Quinteros Melano |               | Ibarra Romero Boasso Garay Allende Maccari |                |                                                                    |  |

| 8 de março Chave 1 | River Plate                                  | 3 — 0     | Racing (C) | Santiago del Estero                                        |  |
| 21:10              | Borja 44' · Beltrán 57' · González Pírez 68' | Relatório |            | Estádio: Único Madre de Ciudades Árbitro: Sebastián Zunino |  |

| 15 de março Chave 18 | Argentinos Juniors                | 3 — 0     | Deportivo Armenio | La Plata                                              |  |
| 18:45                | Ávalos 3', 51' (pen.) · Verón 64' | Relatório |                   | Estádio: Juan Carmelo Zerillo Árbitro: Lucas Comesaña |  |

| 15 de março Chave 7 | San Lorenzo                 | 3 — 0     | Sarmiento (R) | Santa Fé                                                                         |  |
| 21:00               | Pérez 22' · Blandi 44', 52' | Relatório |               | Estádio: Brigadier General Estanislao López Árbitro: Maximiliano Nicolás Ramírez |  |

| 25 de março Chave 8 | Boca Juniors                      | 2 — 1     | Olimpo    | Resistência                                 |  |
| 19:00               | Sández 35' · Benedetto 77' (pen.) | Relatório | Hadad 89' | Estádio: Centenario Árbitro: Lucas Comesaña |  |

| 26 de março Chave 13 | Independiente                                     | 3 — 0     | Ciudad de Bolívar | La Plata                                                   |  |
| 18:00                | Cauteruccio 15' · Vallejo 65' · Giménez Rojas 88' | Relatório |                   | Estádio: Único Diego Armando Maradona Árbitro: Ariel Penel |  |

| 19 de abril Chave 28 | San Martín (T)          | 2 — 0     | Deportivo Morón | Santa Fé                                     |  |
| 16:10                | Banegas 56' · Verón 79' | Relatório |                 | Estádio: 15 de Abril Árbitro: Carlos Córdoba |  |

| 26 de abril Chave 23 | Belgrano                     | 2 — 0     | Independiente Rivadavia | La Rioja                                                       |  |
| 15:30                | Susvielles 87' · Hesar 90+4' | Relatório |                         | Estádio: Carlos Augusto Mercado Luna Árbitro: Luis Lobo Medina |  |

| 26 de abril Chave 17 | Colón                   | 2 — 0     | Colegiales | San Nicolás de los Arroyos                                         |  |
| 21:30                | Pierotti 6' · Arrúa 49' | Relatório |            | Estádio: Único de San Nicolás Árbitro: Maximiliano Nicolás Ramírez |  |

| 2 de maio Chave 3                                                   | Arsenal           | 1 — 1 (6 — 7 pen.)                                                    | Villa Mitre | Junín                                       |  |
| 17:10                                                               | Toloza 76' (pen.) | Relatório                                                             | Jara 43'    | Estádio: Eva Perón Árbitro: Adrián Franklin |  |
|                                                                     |                   | Penalidades                                                           |             |                                             |  |
| Leal Peña Biafore Vega <brGuzmán Toloza Breitenbruch Souto Peinipil |                   | Tunessi Manchafico González Mancinelli Peralta López Dauwalder Moyano |             |                                             |  |

| 3 de maio Chave 26 | Platense                           | 2 — 0     | Defensores de Belgrano | Quilmes                                                      |  |
| 17:10              | Sabella 62' (pen.) · Quiroga 90+4' | Relatório |                        | Estádio: Centenario Ciudad de Quilmes Árbitro: Pablo Giménez |  |

| 9 de maio Chave 24                               | Unión       | 1 — 1 (3 — 4 pen.)                               | Almagro    | San Nicolás de los Arroyos                            |  |
| 20:05                                            | Machuca 23' | Relatório                                        | Cuello 53' | Estádio: Único de San Nicolás Árbitro: Andrés Gariano |  |
|                                                  |             | Penalidades                                      |            |                                                       |  |
| Corvalán Aued Gordillo Machuca Cañete Del Blanco |             | Ferreyra Schönfeld Varaldo Solé Martínez Rogoski |            |                                                       |  |

| 10 de maio Chave 25 | Barracas Central | 1 — 0     | Estudiantes (BA) | Florida                                                      |  |
| 21:10               | Insúa 90+6'      | Relatório |                  | Estádio: Ciudad de Vicente López Árbitro: Fernando Echenique |  |

| 11 de maio Chave 16 | Lanús                             | 3 — 1     | Sol de Mayo | Caseros                                            |  |
| 20:05               | Lema 3' · Esquivel 27' · Sand 44' | Relatório | Jerović 51' | Estádio: Ciudad de Caseros Árbitro: Diego Ceballos |  |

| 16 de maio Chave 22 | Atlético Tucumán   | 1 — 3     | Estudiantes (RC)                  | Santa Fé                                                          |  |
| 20:00               | Ruiz Rodríguez 56' | Relatório | Reynaga 73', 80' · Villalba 90+2' | Estádio: Brigadier General Estanislao López Árbitro: Jorge Baliño |  |

| 17 de maio Chave 29           | Gimnasia y Esgrima (M) | 0 — 0 (2 — 4 pen.)              | All Boys | La Plata                                            |  |
| 21:10                         |                        | Relatório                       |          | Estádio: Juan Carmelo Zerillo Árbitro: Franco Acita |  |
|                               |                        | Penalidades                     |          |                                                     |  |
| Bersano Castro Olivarez Nasta |                        | Muñoz Zárate Bovone Pardo Gatti |          |                                                     |  |

| 24 de maio Chave 20 | Central Córdoba (SdE)       | 3 — 0     | Comunicaciones | La Rioja                                                     |  |
| 14:00               | Gamba 3', 85' · Jourdan 87' | Relatório |                | Estádio: Carlos Augusto Mercado Luna Árbitro: Nazareno Arasa |  |

| 24 de maio Chave 14 | Rosario Central                                           | 4 — 1     | Central Norte | San Nicolás de los Arroyos                           |  |
| 16:00               | Campaz 41' · Suraci 63' (g.c.) · Mallo 81' · Cortez 90+2' | Relatório | Vella 30'     | Estádio: Único de San Nicolás Árbitro: Julio Barraza |  |

| 6 de junho Chave 32 | Talleres (C)         | 2 — 0     | Chacarita Juniors | La Rioja                                                     |  |
| 14:00               | Sosa 6' · Bustos 15' | Relatório |                   | Estádio: Carlos Augusto Mercado Luna Árbitro: Andrés Gariano |  |

| 7 de junho Chave 2 | Vélez Sarsfield                                               | 5 — 1     | Deportivo Español | Quilmes                                                     |  |
| 19:40              | Prestianni 20' · Brizuela 30' · Cabrera 33' · Janson 37', 50' | Relatório | Yossini 58'       | Estádio: Centenario Ciudad de Quilmes Árbitro: Franco Acita |  |

| 7 de junho Chave 21 | Instituto         | 2 — 1     | Deportivo Riestra  | San Salvador de Jujuy                           |  |
| 21:45               | Martínez 10', 51' | Relatório | Alarcón 77' (pen.) | Estádio: 23 de Agosto Árbitro: Luis Lobo Medina |  |

| 14 de junho Chave 31 | Aldosivi | 0 — 1     | San Martín (SJ)     | Caseros                                         |  |
| 13:30                |          | Relatório | Blanco 90+5' (pen.) | Estádio: Ciudad de Caseros Árbitro: Ariel Penel |  |

| 19 de junho Chave 11 | Banfield                              | 3 — 0     | Argentino (M) | La Plata                                                      |  |
| 17:05                | Digiano 19' (g.c.) · Giménez 39', 66' | Relatório |               | Estádio: Único Diego Armando Maradona Árbitro: Germán Delfino |  |

| 27 de junho Chave 30 | Godoy Cruz                                 | 3 — 1     | Defensores Unidos | Córdoba                                                |  |
| 17:10                | Arce 37' · S. Rodríguez 68' · Conechny 77' | Relatório | Disanto 20'       | Estádio: El Gigante de Alberdi Árbitro: Nazareno Arasa |  |

### Segunda fase
| 19 de julho Chave 44 | Defensa y Justicia | 1 — 0     | Centro Español | La Plata                                                  |  |
| 18:00                | Bogarín 57'        | Relatório |                | Estádio: Juan Carmelo Zerillo Árbitro: Sebastián Martínez |  |

| 19 de julho Chave 37 | Racing                | 2 — 1     | San Martín (T) | Córdoba                                                 |  |
| 21:00                | Piovi 22' · Gómez 38' | Relatório | Dening 75'     | Estádio: Mario Alberto Kempes Árbitro: Pablo Echavarría |  |

| 20 de julho Chave 48                 | San Martín (SJ)         | 2 — 2 (5 — 4 pen.)                            | Vélez Sarsfield                  | Córdoba                                               |  |
| 13:45                                | Grahl 53' · Heredia 89' | Relatório                                     | Lobato 75' · Pelaitay 76' (g.c.) | Estádio: El Gigante de Alberdi Árbitro: Andrés Merlos |  |
|                                      |                         | Penalidades                                   |                                  |                                                       |  |
| Vega Donato Ludueña Regalado Monllor |                         | Cabrera Ortega Prestianni Osorio J. Fernández |                                  |                                                       |  |

| 20 de julho Chave 41                 | Villa Mitre | 0 — 0 (4 — 2 pen.)                | Godoy Cruz | Turdera                                           |  |
| 16:00                                |             | Relatório                         |            | Estádio: Alfredo Beranger Árbitro: Germán Delfino |  |
|                                      |             | Penalidades                       |            |                                                   |  |
| Manchafico González Mancinelli López |             | Ramírez Conechny Abrego Fernández |            |                                                   |  |

| 20 de julho Chave 36 | Barracas Central | 1 — 2     | Boca Juniors               | Santiago del Estero                                          |  |
| 19:00                | Puig 64'         | Relatório | Medina 45' · Merentiel 48' | Estádio: Único Madre de Ciudades Árbitro: Leandro Rey Hilfer |  |

| 20 de julho Chave 33 | River Plate | 0 — 1     | Talleres (C) | Mendoza                                                  |  |
| 22:00                |             | Relatório | Garro 42'    | Estádio: Malvinas Argentinas Árbitro: Fernando Rapallini |  |

| 25 de julho Chave 40 | All Boys | 0 — 1     | Estudiantes (LP) | Quilmes                                                     |  |
| 15:30                |          | Relatório | Méndez 38'       | Estádio: Centenario Ciudad de Quilmes Árbitro: Juan Pafundi |  |

| 25 de julho Chave 47 | Patronato   | 1 — 2     | Argentinos Juniors     | Junín                                     |  |
| 18:00                | Russo 90+4' | Relatório | Verón 12' · Ávalos 35' | Estádio: Eva Perón Árbitro: Silvio Trucco |  |

| 26 de julho Chave 35 | Excursionistas | 1 — 4     | Almagro                                  | Morón                                                 |  |
| 18:00                | Villagra 83'   | Relatório | Alderete 27' · Fernández 37', 61', 90+3' | Estádio: Nuevo Francisco Urbano Árbitro: Pablo Dóvalo |  |

| 26 de julho Chave 45                  | San Lorenzo | 0 — 0 (4 — 3 pen.)                      | Platense | Lanús                                                                   |  |
| 21:10                                 |             | Relatório                               |          | Estádio: Ciudad de Lanús — Néstor Díaz Pérez Árbitro: Yael Falcón Pérez |  |
|                                       |             | Penalidades                             |          |                                                                         |  |
| Luján Martegani Campi Bareiro Batalla |             | Rossi Taborda Servetto Marcich Martínez |          |                                                                         |  |

| 2 de agosto Chave 42 | Chaco For Ever | 1 — 0     | Rosario Central | Córdoba                                              |  |
| 18:00                | Dellarossa 87' | Relatório |                 | Estádio: Mario Alberto Kempes Árbitro: José Carreras |  |

| 3 de agosto Chave 43 | Banfield | 0 — 1     | Estudiantes (RC) | La Plata                                                    |  |
| 17:00                |          | Relatório | Talpone 22'      | Estádio: Único Diego Armando Maradona Árbitro: Jorge Baliño |  |

| 3 de agosto Chave 46 | Belgrano   | 1 — 0     | Claypole | Junín                                     |  |
| 21:15                | Barrea 43' | Relatório |          | Estádio: Eva Perón Árbitro: Julio Barraza |  |

| 9 de agosto Chave 38 | Instituto | 0 — 2     | Huracán                   | Santa Fé                                                          |  |
| 17:30                |           | Relatório | Mazzantti 38' · Gauto 77' | Estádio: Brigadier General Estanislao López Árbitro: Pablo Dóvalo |  |

| 15 de agosto Chave 34 | Colón                    | 2 — 0     | Lanús | Junín                                        |  |
| 17:00                 | Galván 30' · Benítez 82' | Relatório |       | Estádio: Eva Perón Árbitro: Pablo Echavarría |  |

| 15 de agosto Chave 39                                               | Independiente | 0 — 0 (7 — 6 pen.)                                            | Central Córdoba (SdE) | Córdoba                                                   |  |
| 21:30                                                               |               | Relatório                                                     |                       | Estádio: Mario Alberto Kempes Árbitro: Fernando Echenique |  |
|                                                                     |               | Penalidades                                                   |                       |                                                           |  |
| Cauteruccio Costa Giménez Rojas Elizalde Báez Sayago Pozzo K. López |               | Pittón Canto Valdez Angelini Rodríguez Soraire Mansilla Álvez |                       |                                                           |  |

### Oitavas de final
| 23 de agosto Chave 53                        | Villa Mitre | 0 — 0 (3 — 4 pen.)        | Chaco For Ever | Quilmes                                                       |  |
| 14:00                                        |             | Relatório                 |                | Estádio: Centenario Ciudad de Quilmes Árbitro: Brian Ferreyra |  |
|                                              |             | Penalidades               |                |                                                               |  |
| Manchafico González Peralta Mancinelli López |             | Díaz Allende Romero Bruno |                |                                                               |  |

| 30 de agosto Chave 49                  | Talleres (C)             | 2 — 2 (3 — 1 pen.)            | Colón                   | Mendoza                                             |  |
| 14:00                                  | Sosa 57' · Benavídez 61' | Relatório                     | Galván 39' · Toledo 79' | Estádio: Malvinas Argentinas Árbitro: Pablo Giménez |  |
|                                        |                          | Penalidades                   |                         |                                                     |  |
| Bustos Sequeira Benavídez Sosa Catalán |                          | Toledo Meza Espínola Nardelli |                         |                                                     |  |

| 30 de agosto Chave 56 | Argentinos Juniors | 0 — 1     | San Martín (SJ) | Córdoba                                                  |  |
| 16:15                 |                    | Relatório | Vega 87'        | Estádio: El Gigante de Alberdi Árbitro: Luis Lobo Medina |  |

| 30 de agosto Chave 55 | San Lorenzo | 1 — 0     | Belgrano | Santa Fé                                                              |  |
| 18:30                 | Girotti 10' | Relatório |          | Estádio: Brigadier General Estanislao López Árbitro: Sebastián Zunino |  |

| 6 de setembro Chave 54                       | Estudiantes (RC) | 0 — 0 (5 — 6 pen.)                            | Defensa y Justicia | Santa Fé                                                            |  |
| 21:10                                        |                  | Relatório                                     |                    | Estádio: Brigadier General Estanislao López Árbitro: Nazareno Arasa |  |
|                                              |                  | Penalidades                                   |                    |                                                                     |  |
| Maffini Valiente Flores Leyes Reynaga Castet |                  | Cardona Ríos Barbona Sant'Anna Pratto Bogarín |                    |                                                                     |  |

| 9 de setembro Chave 52              | Independiente | 1 — 1 (1 — 3 pen.)     | Estudiantes (LP) | Mendoza                                             |  |
| 15:15                               | González 29'  | Relatório              | F. Fernández 36' | Estádio: Malvinas Argentinas Árbitro: Andrés Merlos |  |
|                                     |               | Penalidades            |                  |                                                     |  |
| Mancuello Giménez Rojas Laso Canelo |               | Sosa Benedetti Mancuso |                  |                                                     |  |

| 9 de setembro Chave 51 | Racing                     | 3 — 5     | Huracán                                                           | Córdoba                                                   |  |
| 20:10                  | Oroz 26' · Romero 52', 57' | Relatório | Carrizo 6' · Souto 21' · Benítez 40' · Fértoli 46' · Pussetto 67' | Estádio: Mario Alberto Kempes Árbitro: Fernando Echenique |  |

| 10 de setembro Chave 50                      | Almagro                   | 2 — 2 (3 — 4 pen.)                      | Boca Juniors               | La Rioja                                                       |  |
| 17:30                                        | Silvera 58' · Maidana 74' | Relatório                               | Bullaude 25' · Blondel 45' | Estádio: Carlos Augusto Mercado Luna Árbitro: Luis Lobo Medina |  |
|                                              |                           | Penalidades                             |                            |                                                                |  |
| Basualdo Ferreyra Achucarro Conechny Maidana |                           | Zeballos Benedetto Merentiel Figal Rojo |                            |                                                                |  |

### Quartas de final
| 10 de outubro Chave 60 | San Lorenzo | 1 — 0     | San Martín (SJ) | La Punta                                                           |  |
| 17:00                  | Girotti 34' | Relatório |                 | Estádio: Provincial Juan Gilberto Funes Árbitro: Fernando Espinoza |  |

| 11 de outubro Chave 59                                                       | Chaco For Ever | 1 — 1 (6 — 7 pen.)                                            | Defensa y Justicia | Santa Fé             |  |
| 21:10                                                                        | Dellarossa 68' | Relatório                                                     | Togni 66'          | Estádio: 15 de Abril |  |
|                                                                              |                | Penalidades                                                   |                    |                      |  |
| Ezequiel Fernández Allende Iritier Villagra Monteseirín Bayk Nievas Barbieri |                | Cardona Ríos Castellani Barbona Pratto Bogarín Soto Tripichio |                    |                      |  |

| 13 de outubro Chave 58 | Huracán | 0 — 2     | Estudiantes (LP)                 | Rosário                 |  |
| 17:00                  |         | Relatório | Souto 11' (g.c.) · Ascacíbar 44' | Estádio: Marcelo Bielsa |  |

| 15 de outubro Chave 57         | Talleres (C)  | 1 — 1 (1 — 4 pen.)           | Boca Juniors | Mendoza                      |  |
| 21:10                          | Benavídez 22' | Relatório                    | Cavani 57'   | Estádio: Malvinas Argentinas |  |
|                                |               | Penalidades                  |              |                              |  |
| Bustos Diego Barrera Benavídez |               | Benedetto Figal Cavani Barco |              |                              |  |

### Semifinal
| 22 de novembro Chave 61 | Boca Juniors       | 2 — 3     | Estudiantes                          | Córdoba                                                  |  |
| 21:10                   | Merentiel 28', 43' | Relatório | Camilo 02' · Boselli 46' · Figal 64' | Estádio: Mario Alberto Kempes Árbitro: Yael Falcón Pérez |  |

| 23 de novembro Chave 62 | Defensa y Justicia | 1 — 0     | San Lorenzo | Lanús                                          |  |
| 21:10                   | Solari 33'         | Relatório |             | Estádio: Ciudad de Lanús Árbitro: Pablo Dóvalo |  |

### Final
| Chave 63 | Estudiantes  | 1 — 0 | Defensa y Justicia | Lanús                                             |  |
|          | Carrillo 54' |       |                    | Estádio: Ciudad de Lanús Árbitro: Nicolás Ramírez |  |

## Tabelão da fase final
|  | Dezesseis-avos de final   | Dezesseis-avos de final |      |                           | Oitavas de final | Oitavas de final |  |                | Oitavas de final | Oitavas de final |  |                    | Semifinal | Semifinal |             |   | Final              | Final |
|  |                           |                         |      |                           |                  |                  |  |                |                  |                  |  |                    |           |           |             |   |                    |       |
|  | River Plate               | 0                       |      |                           |                  |                  |  |                |                  |                  |  |                    |           |           |             |   |                    |       |
|  | Talleres                  | 1                       |      |                           |                  |                  |  |                |                  |                  |  |                    |           |           |             |   |                    |       |
|  | Talleres                  | 1                       |      | Talleres (pen)            | 2(3)             |                  |  |                |                  |                  |  |                    |           |           |             |   |                    |       |
|  |                           |                         |      | Talleres (pen)            | 2(3)             |                  |  |                |                  |                  |  |                    |           |           |             |   |                    |       |
|  |                           | Colón                   | 2(1) |                           |                  |                  |  |                |                  |                  |  |                    |           |           |             |   |                    |       |
|  | Colón                     | Colón                   | 2(1) | 2                         |                  |                  |  |                |                  |                  |  |                    |           |           |             |   |                    |       |
|  | Colón                     |                         |      | 2                         |                  |                  |  |                |                  |                  |  |                    |           |           |             |   |                    |       |
|  | Lanús                     | 0                       |      |                           |                  |                  |  |                |                  |                  |  |                    |           |           |             |   |                    |       |
|  | Lanús                     | 0                       |      |                           |                  |                  |  | Talleres       | 1(1)             |                  |  |                    |           |           |             |   |                    |       |
|  |                           |                         |      |                           |                  |                  |  | Talleres       | 1(1)             |                  |  |                    |           |           |             |   |                    |       |
|  |                           | Boca Juniors            | 1(4) |                           |                  |                  |  |                |                  |                  |  |                    |           |           |             |   |                    |       |
|  | Excursionistas            | Boca Juniors            | 1(4) | 1                         |                  |                  |  |                |                  |                  |  |                    |           |           |             |   |                    |       |
|  | Excursionistas            |                         |      | 1                         |                  |                  |  |                |                  |                  |  |                    |           |           |             |   |                    |       |
|  | Almagro                   | 4                       |      |                           |                  |                  |  |                |                  |                  |  |                    |           |           |             |   |                    |       |
|  | Almagro                   | 4                       |      | Almagro                   | 2(3)             |                  |  |                |                  |                  |  |                    |           |           |             |   |                    |       |
|  |                           |                         |      | Almagro                   | 2(3)             |                  |  |                |                  |                  |  |                    |           |           |             |   |                    |       |
|  |                           | Boca Juniors            | 2(4) |                           |                  |                  |  |                |                  |                  |  |                    |           |           |             |   |                    |       |
|  | Barracas Central          | Boca Juniors            | 2(4) | 1                         |                  |                  |  |                |                  |                  |  |                    |           |           |             |   |                    |       |
|  | Barracas Central          |                         |      | 1                         |                  |                  |  |                |                  |                  |  |                    |           |           |             |   |                    |       |
|  | Boca Juniors              | 2                       |      |                           |                  |                  |  |                |                  |                  |  |                    |           |           |             |   |                    |       |
|  | Boca Juniors              | 2                       |      |                           |                  |                  |  |                |                  |                  |  | Boca Juniors       | 2         |           |             |   |                    |       |
|  |                           |                         |      |                           |                  |                  |  |                |                  |                  |  | Boca Juniors       | 2         |           |             |   |                    |       |
|  |                           | Estudiantes             | 3    |                           |                  |                  |  |                |                  |                  |  |                    |           |           |             |   |                    |       |
|  | Racing                    | Estudiantes             | 3    | 2                         |                  |                  |  |                |                  |                  |  |                    |           |           |             |   |                    |       |
|  | Racing                    |                         |      | 2                         |                  |                  |  |                |                  |                  |  |                    |           |           |             |   |                    |       |
|  | San Martín (T)            | 1                       |      |                           |                  |                  |  |                |                  |                  |  |                    |           |           |             |   |                    |       |
|  | San Martín (T)            | 1                       |      | Racing                    | 3                |                  |  |                |                  |                  |  |                    |           |           |             |   |                    |       |
|  |                           |                         |      | Racing                    | 3                |                  |  |                |                  |                  |  |                    |           |           |             |   |                    |       |
|  |                           | Huracán                 | 5    |                           |                  |                  |  |                |                  |                  |  |                    |           |           |             |   |                    |       |
|  | Instituto                 | Huracán                 | 5    | 0                         |                  |                  |  |                |                  |                  |  |                    |           |           |             |   |                    |       |
|  | Instituto                 |                         |      | 0                         |                  |                  |  |                |                  |                  |  |                    |           |           |             |   |                    |       |
|  | Huracán                   | 2                       |      |                           |                  |                  |  |                |                  |                  |  |                    |           |           |             |   |                    |       |
|  | Huracán                   | 2                       |      |                           |                  |                  |  | Huracán        | 0                |                  |  |                    |           |           |             |   |                    |       |
|  |                           |                         |      |                           |                  |                  |  | Huracán        | 0                |                  |  |                    |           |           |             |   |                    |       |
|  |                           | Estudiantes             | 2    |                           |                  |                  |  |                |                  |                  |  |                    |           |           |             |   |                    |       |
|  | Independiente             | Estudiantes             | 2    | 0(7)                      |                  |                  |  |                |                  |                  |  |                    |           |           |             |   |                    |       |
|  | Independiente             |                         |      | 0(7)                      |                  |                  |  |                |                  |                  |  |                    |           |           |             |   |                    |       |
|  | Central Córdoba           | 0(6)                    |      |                           |                  |                  |  |                |                  |                  |  |                    |           |           |             |   |                    |       |
|  | Central Córdoba           | 0(6)                    |      | Independiente             | 1(1)             |                  |  |                |                  |                  |  |                    |           |           |             |   |                    |       |
|  |                           |                         |      | Independiente             | 1(1)             |                  |  |                |                  |                  |  |                    |           |           |             |   |                    |       |
|  |                           | Estudiantes             | 1(3) |                           |                  |                  |  |                |                  |                  |  |                    |           |           |             |   |                    |       |
|  | All Boys                  | Estudiantes             | 1(3) | 0                         |                  |                  |  |                |                  |                  |  |                    |           |           |             |   |                    |       |
|  | All Boys                  |                         |      | 0                         |                  |                  |  |                |                  |                  |  |                    |           |           |             |   |                    |       |
|  | Estudiantes               | 1                       |      |                           |                  |                  |  |                |                  |                  |  |                    |           |           |             |   |                    |       |
|  | Estudiantes               | 1                       |      |                           |                  |                  |  |                |                  |                  |  |                    |           |           | Estudiantes | 1 |                    |       |
|  |                           |                         |      |                           |                  |                  |  |                |                  |                  |  |                    |           |           | Estudiantes | 1 |                    |       |
|  |                           |                         |      |                           |                  |                  |  |                |                  |                  |  |                    |           |           |             |   | Defensa y Justicia | 0     |
|  | Villa Mitre (pen)         | 0(4)                    |      |                           |                  |                  |  |                |                  |                  |  |                    |           |           |             |   | Defensa y Justicia | 0     |
|  | Villa Mitre (pen)         | 0(4)                    |      |                           |                  |                  |  |                |                  |                  |  |                    |           |           |             |   |                    |       |
|  | Godoy Cruz                | 0(2)                    |      |                           |                  |                  |  |                |                  |                  |  |                    |           |           |             |   |                    |       |
|  | Godoy Cruz                | 0(2)                    |      | Villa Mitre               | 0(3)             |                  |  |                |                  |                  |  |                    |           |           |             |   |                    |       |
|  |                           |                         |      | Villa Mitre               | 0(3)             |                  |  |                |                  |                  |  |                    |           |           |             |   |                    |       |
|  |                           | Chaco For Ever          | 0(4) |                           |                  |                  |  |                |                  |                  |  |                    |           |           |             |   |                    |       |
|  | Chaco For Ever            | Chaco For Ever          | 0(4) | 1                         |                  |                  |  |                |                  |                  |  |                    |           |           |             |   |                    |       |
|  | Chaco For Ever            |                         |      | 1                         |                  |                  |  |                |                  |                  |  |                    |           |           |             |   |                    |       |
|  | Rosário Central           | 0                       |      |                           |                  |                  |  |                |                  |                  |  |                    |           |           |             |   |                    |       |
|  | Rosário Central           | 0                       |      |                           |                  |                  |  | Chaco For Ever | 1(6)             |                  |  |                    |           |           |             |   |                    |       |
|  |                           |                         |      |                           |                  |                  |  | Chaco For Ever | 1(6)             |                  |  |                    |           |           |             |   |                    |       |
|  |                           | Defensa y Justicia      | 1(7) |                           |                  |                  |  |                |                  |                  |  |                    |           |           |             |   |                    |       |
|  | Banfield                  | Defensa y Justicia      | 1(7) | 0                         |                  |                  |  |                |                  |                  |  |                    |           |           |             |   |                    |       |
|  | Banfield                  |                         |      | 0                         |                  |                  |  |                |                  |                  |  |                    |           |           |             |   |                    |       |
|  | Estudiantes de Río Cuarto | 1                       |      |                           |                  |                  |  |                |                  |                  |  |                    |           |           |             |   |                    |       |
|  | Estudiantes de Río Cuarto | 1                       |      | Estudiantes de Río Cuarto | 0(5)             |                  |  |                |                  |                  |  |                    |           |           |             |   |                    |       |
|  |                           |                         |      | Estudiantes de Río Cuarto | 0(5)             |                  |  |                |                  |                  |  |                    |           |           |             |   |                    |       |
|  |                           | Defensa y Justicia      | 0(6) |                           |                  |                  |  |                |                  |                  |  |                    |           |           |             |   |                    |       |
|  | Defensa y Justicia        | Defensa y Justicia      | 0(6) | 1                         |                  |                  |  |                |                  |                  |  |                    |           |           |             |   |                    |       |
|  | Defensa y Justicia        |                         |      | 1                         |                  |                  |  |                |                  |                  |  |                    |           |           |             |   |                    |       |
|  | Centro Español            | 0                       |      |                           |                  |                  |  |                |                  |                  |  |                    |           |           |             |   |                    |       |
|  | Centro Español            | 0                       |      |                           |                  |                  |  |                |                  |                  |  | Defensa y Justicia | 1         |           |             |   |                    |       |
|  |                           |                         |      |                           |                  |                  |  |                |                  |                  |  | Defensa y Justicia | 1         |           |             |   |                    |       |
|  |                           | San Lorenzo             | 0    |                           |                  |                  |  |                |                  |                  |  |                    |           |           |             |   |                    |       |
|  | San Lorenzo (pen)         | San Lorenzo             | 0    | 0(4)                      |                  |                  |  |                |                  |                  |  |                    |           |           |             |   |                    |       |
|  | San Lorenzo (pen)         |                         |      | 0(4)                      |                  |                  |  |                |                  |                  |  |                    |           |           |             |   |                    |       |
|  | Platense                  | 0(3)                    |      |                           |                  |                  |  |                |                  |                  |  |                    |           |           |             |   |                    |       |
|  | Platense                  | 0(3)                    |      | San Lorenzo               | 1                |                  |  |                |                  |                  |  |                    |           |           |             |   |                    |       |
|  |                           |                         |      | San Lorenzo               | 1                |                  |  |                |                  |                  |  |                    |           |           |             |   |                    |       |
|  |                           | Belgrano                | 0    |                           |                  |                  |  |                |                  |                  |  |                    |           |           |             |   |                    |       |
|  | Belgrano                  | Belgrano                | 0    | 1                         |                  |                  |  |                |                  |                  |  |                    |           |           |             |   |                    |       |
|  | Belgrano                  |                         |      | 1                         |                  |                  |  |                |                  |                  |  |                    |           |           |             |   |                    |       |
|  | Claypole                  | 0                       |      |                           |                  |                  |  |                |                  |                  |  |                    |           |           |             |   |                    |       |
|  | Claypole                  | 0                       |      |                           |                  |                  |  | San Lorenzo    | 1                |                  |  |                    |           |           |             |   |                    |       |
|  |                           |                         |      |                           |                  |                  |  | San Lorenzo    | 1                |                  |  |                    |           |           |             |   |                    |       |
|  |                           | San Martín              | 0    |                           |                  |                  |  |                |                  |                  |  |                    |           |           |             |   |                    |       |
|  | Patronato                 | San Martín              | 0    | 1                         |                  |                  |  |                |                  |                  |  |                    |           |           |             |   |                    |       |
|  | Patronato                 |                         |      | 1                         |                  |                  |  |                |                  |                  |  |                    |           |           |             |   |                    |       |
|  | Argentinos Juniors        | 2                       |      |                           |                  |                  |  |                |                  |                  |  |                    |           |           |             |   |                    |       |
|  | Argentinos Juniors        | 2                       |      | Argentinos Juniors        | 0                |                  |  |                |                  |                  |  |                    |           |           |             |   |                    |       |
|  |                           |                         |      | Argentinos Juniors        | 0                |                  |  |                |                  |                  |  |                    |           |           |             |   |                    |       |
|  |                           | San Martín              | 1    |                           |                  |                  |  |                |                  |                  |  |                    |           |           |             |   |                    |       |
|  | San Martín (pen)          | San Martín              | 1    | 2(5)                      |                  |                  |  |                |                  |                  |  |                    |           |           |             |   |                    |       |
|  | San Martín (pen)          |                         |      | 2(5)                      |                  |                  |  |                |                  |                  |  |                    |           |           |             |   |                    |       |
|  | Vélez Sarsfield           | 2(4)                    |      |                           |                  |                  |  |                |                  |                  |  |                    |           |           |             |   |                    |       |

## Premiação
| Copa Argentina «AXION energy» 2023 |
| ---------------------------------- |
| Estudiantes Campeão (1º título)    |